# Puquios

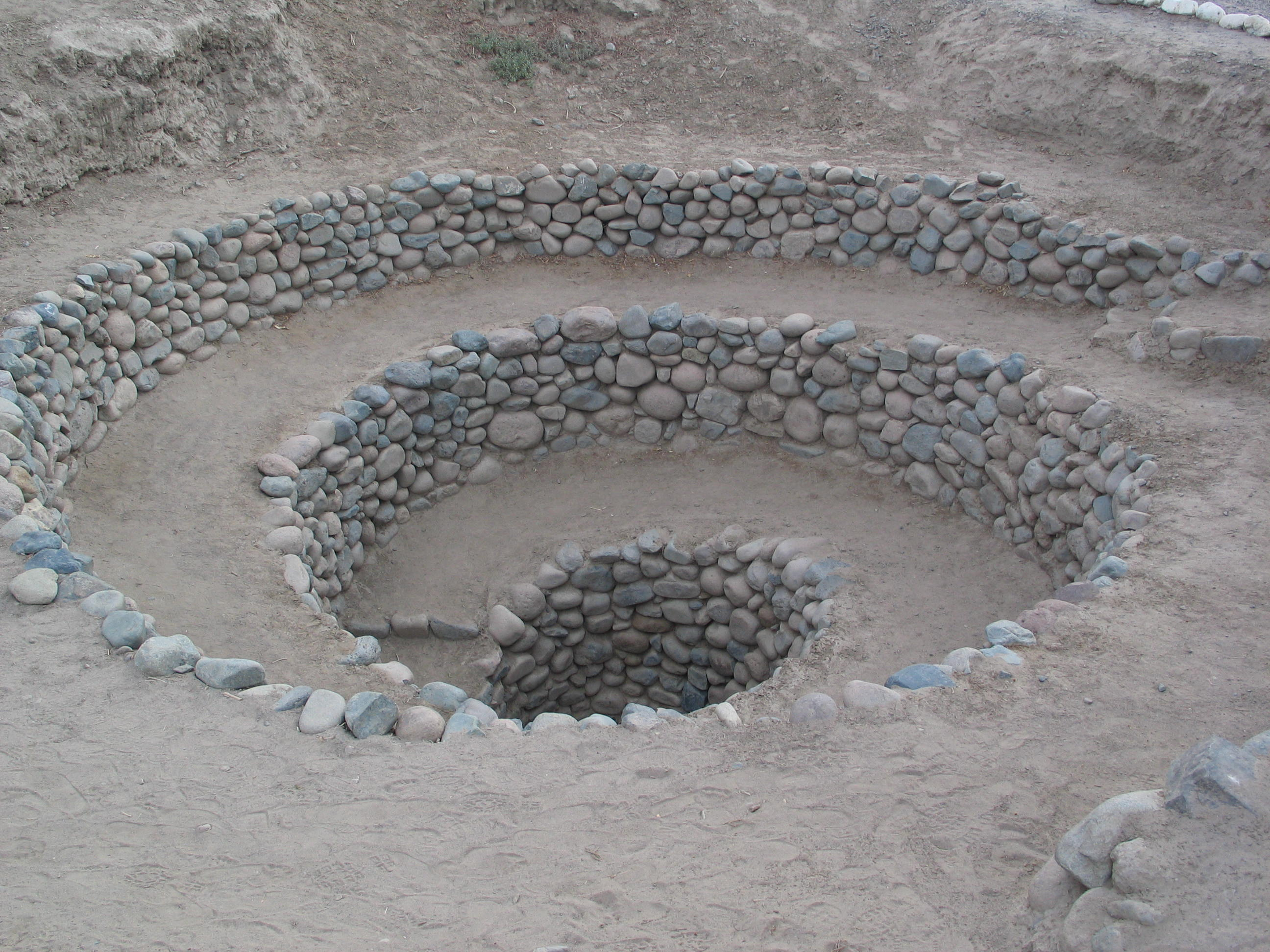
Ingang van een werk- en luchtschacht van een van de ondergrondse aquaducten

Puquios zijn oude ondergrondse aquaducten in de Peruaanse provincie Nazca (regio Ica), die voor een groot deel nog steeds water leveren. Ze worden gevoed door aquifers (grondwaterhoudende lagen) en de opbrengst dient als drinkwater, voor huishoudelijk gebruik en voor de bevloeiing van akkers. Het stelsel omvat vermoedelijk 36 aquaducten, maar ze zijn nog niet alle (volledig) in kaart gebracht.

## Ouderdom
De puquios zijn in elk geval eeuwen oud, doch hoe oud is onderhevig aan wetenschappelijk debat. In de constructie vertonen ze zekere overeenkomsten met de van oorsprong Iraanse qanat, waarvan de verspreiding door Spaanse kolonisten in Amerika is aangetoond, onder meer in Mexico en Bolivia.  Niettemin beschouwt een deel van de wetenschap ze als precolumbiaans en gebouwd rond 540 n.Chr.
Schriftelijke bronnen over de geschiedenis ontbreken vrijwel geheel. De puquios werden in 1605 voor het eerst vermeld door Reginaldo de Lizárraga. Deze schreef niet dat ze door Spanjaarden gebouwd werden, hetgeen volgens sommige wetenschappers voor de hand had gelegen. De Lizárraga vermeldde echter ook niet dat ze precolumbiaans moesten zijn, wat weer door anderen als opmerkelijk wordt beschouwd. Archeologisch bewijs ontbreekt eveneens: zand en stenen zijn zonder inscripties of ander begeleidend materiaal niet te dateren.
Een alternatieve verklaring wordt gegeven door de Franse historicus Xavier de Planhol. Volgens hem zijn de puquios geen qanats, maar een vorm van grondwaterwinning in rivierbeddingen die op meerdere plaatsen op aarde los van elkaar is uitgevonden. Dat zou niet strijdig zijn met een precolumbiaanse oorsprong.